# Mizu-nomi no Tora Zu

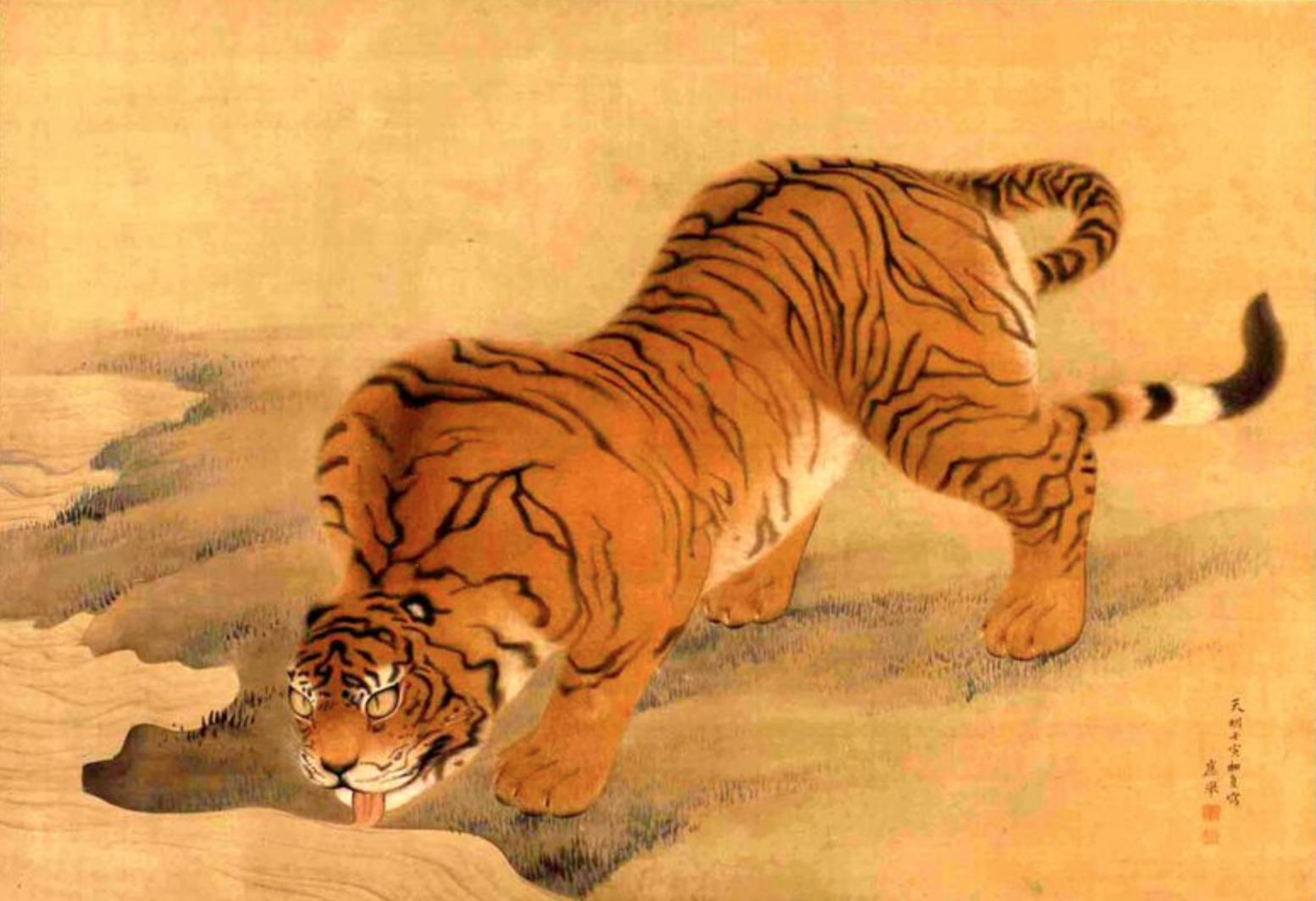
Bild des wassertrinkenden Tigers (Otani Memorial Art Museum)

Das Bild Mizu-nomi no Tora (jap. 水呑みの虎, Mizu-nomi no tora, dt. „wassertrinkender Tiger“) wurde im Jahre 1782 vom japanischen Maler Maruyama Ōkyo (1733–1795) gemalt.

## Beschreibung
Das Werk ist 96,5 cm hoch und 141 cm breit und zeigt einen Tiger in geduckter Pose beim Wasserlecken an einem Fluss. Der Hintergrund des Bildes ist völlig reduziert, nur der Tiger selbst ist sehr detailliert ausgearbeitet, der Fluss nur angedeutet.

## Verbleib des Bildes nach 1928
Über 80 Jahre galt das Gemälde als verschollen, nachdem es zum letzten Mal in einem Auktionskatalog 1928 gelistet war. Erst im Januar 2013 wurde es von Asaka Shimomura, dem Kurator des Otani Memorial Art Museums in Nishinomiya, als Original bestätigt. Das Bild ist nun wieder der Öffentlichkeit zugänglich und war in der Ausstellung des Museums „Tora, Tora, Tora“ (dt. „Tiger, Tiger, Tiger“) von 6. April bis 19. Mai 2013 zu sehen.

## Vergleichbare Bilder
Ein ähnliches Motiv hatte der Maler im Tora no ma (dt. „Tiger-Zimmer“) auf einem Fusuma im Kotohira-gū Schrein verwendet.
Es existiert im Tempel Nanzen-ji in Kyōto auch ein Fusuma mit demselben Namen Mizu-nomi no tora, gemalt von Kanō Tan’yū, das im Kanō-Stil gestaltet wurde.